# Marc Deschênes
Marc Deschênes (* 1. ledna 1993 Laval) je kanadský zápasník – judista.

## Sportovní kariéra
S judem začínal v 7 letech na předměstí Montréalu v Laval. Vrcholově se připravuje v Montréalu národním tréninkovém centru INS Québec. V kanadské mužské reprezentaci se pohyboval od roku 2014 v polotěžké váze do 100 kg jako reprezentační dvojka za Kylem Reyesem. V roce 2016 se na olympijské hry v Riu nekvalifikoval. Od roku 2018 startuje v těžké váze nad 100 kg.

## Výsledky
| Olympijské hry          |     | — |   |   |     | —  |     |    |  |  |  |  |  |  |  |  |  |  |  |  |  |  |  |
| Mistrovství světa       | —   |   | — | — | —   |    | —   | —  |  |  |  |  |  |  |  |  |  |  |  |  |  |  |  |
| Panamerické hry         | —   |   |   |   | 2.  |    |     |    |  |  |  |  |  |  |  |  |  |  |  |  |  |  |  |
| Panamerické mistrovství | —   | — | — | — | úč. | 3. | úč. | 7. |  |  |  |  |  |  |  |  |  |  |  |  |  |  |  |
| MS juniorů              | úč. |   | — |   |     |    |     |    |  |  |  |  |  |  |  |  |  |  |  |  |  |  |  |